# 水定黄耆
水定黄耆（学名：Astragalus suidenensis）是豆科黄芪属的植物。分布在哈萨克斯坦以及中国大陆的新疆等地，生长于海拔500米至1,300米的地区，见于砾石山坡和河谷砂质上，目前尚未由人工引种栽培。

## 别名
萨依墩黄耆（植物研究）